# Bistrica e Pejës
Die Bistrica e Pejës (albanisch auch Lumbardhi i Pejës, serbisch Пећка Бистрица Pećka Bistrica) ist ein 62 Kilometer langer Nebenfluss des Weißen Drin in Kosovo. Der Fluss besitzt ein Wassereinzugsgebiet von 505 Quadratkilometern.

## Verlauf

### Quelle
Der Fluss entspringt in den Albanischen Alpen an der Ostseite des bis zu 1963 Meter hohen Gebirgszuges Mokra Planina in einer Höhe von etwa 1900 m ü. NN nahe der Grenze zu Montenegro.

### Rugova-Schlucht
Die Rugova-Schlucht ist eine durch die Bistrica geformte Schlucht. Der Fluss schnitt sich im Laufe der Zeit tief in die Gebirgszügen zwischen Žljeb im Norden und Koprivnik im Süden ein. Die Rugova-Schlucht ist 23 Kilometer lang und bis zu 1000 Meter tief. Das kleine Dorf Shtupeq i Vogël ist die einzige Siedlung in der Schlucht.

### Unterlauf
Beim Austritt aus dem Bergland in die Dukagjin-Ebene fließt er durch die namensgebende Stadt Peja (Peć), an deren Westrand das Patriarchenkloster Peć im Tal des Flusses liegt. Der Fluss fließt weiter in Richtung Südosten, wo er sich mit vielen kleinen Flüssen und Bächen aus den benachbarten Gebirgszügen Halja, Miqat und Bogiçevica vereint. Südlich von Klina mündet er in den Drin.

## Name
Bistrica bedeutet auf Serbisch „klares Wasser“, was auf die protoslawische Wurzel *-bistr zurückgeht. Das Adjektiv Pećka steht für die Stadt Peć, die am Ufer des Flusses liegt.
Das albanische Lumbardh bedeutet Weißes Wasser.